# MASSIVE
MASSIVE (Multiple Agent Simulation System In Virtual Environment) - (Sistema de Simulação em Dublação Múltipla em Ambientes Virtuais), é um software de alta qualidade criado para dar assistência a animação digital e a inteligência artificial utilizando técnicas computadorizadas para gerar multidões relacionadas com os efeitos visuais para cinema e televisão.

## Supervisão
Massive é um pacote de software desenvolvido por Stephen Regelous para os efeitos visuais industriais. Sua característica emblemática é a capacidade de rápida e fácil criação de milhares - ou milhões - de todos os dublês digitais que atuam como indivíduos independentes. Através do uso da lógica fuzzy, o software permite que cada dublê responda individualmente a percepção à seus arredores. Estas reações afetam o comportamento do dublê, mudando o modo como eles atuam e controlam movimentos capturados digitalmente através do motion capture para criar um personagem de visual realista com funções corporais em fluídos permanentes.
Para além das capacidades de inteligência artificial Massive, existem inúmeras outras funções, incluindo pano de simulação, corpo rígido-dinâmico e unidades de processamento gráfico (GPU) com base em representação em hardwares. Massive pode também criar vários dublês pré-produzidos para realizar determinadas tarefas, tais como estádio de dublês múltiplos, motins  de agentes "lesados" e agentes simples que andam e falam uns com os outros fluentemente.

## História
O Massive foi originalmente desenvolvido em Wellington, Nova Zelândia. Este software criado por Peter Jackson  permitiu que os exércitos de centenas de milhares de soldados lutassem sob perfeitos fluídos, um problema que não tinha sido resolvido no cinema antes. O Massive, criado por Regelous permite a WETA Digital criação múltipla dos povoados digitais em sequências de batalhas para a trilogia cinematográfica O Senhor dos Anéis. Desde então, o agora "famoso" software tem evoluído bastante para um produto completo e tem sido licenciado por muitos outras companhias de efeitos visuais.

## Produtos
Massive fora muito utilizado em muitas produções, ambos comerciais e longas-metragens, de pequena escala ou não.
Alguns exemplos de produções:
- O Senhor dos Anéis
- As Crônicas de Nárnia: O Leão, a Feiticeira e o Guarda-Roupa
- King Kong (versão Peter Jackson)
- A Conquista da Honra (além de batalhas e cenas de multidões, até mesmo os tiroteios durante a travessia do Oceano Pacífico foram criados com Massive)
- Carlton Draught: Big Ad
- Eu, Robô
- Category 7: The End of the World
- Blades of Glory
- Eragon
- Happy Feet
- 300
- Lucas: Um Intruso no Formigueiro (o primeiro filme a utilizar personagens animados por computador utilizando o Massive, em vez de motion capture. Também é o primeiro a utilizar animação facial dentro do Massive)
- Doctor Who (o episódio Partners in Crime é o primeiro modelo televisivo a utilizar a técnica digital do Massive)
- A Troca
- Wall•E